# Don Pardo
Dominick George Pardo, detto Don (Westfield, 22 febbraio 1918 – Tucson, 18 agosto 2014), è stato un attore, conduttore radiofonico e conduttore televisivo statunitense.

## Carriera
Dopo gli inizi alla NBC divenne celebre principalmente come annunciatore (cioè introduceva con la sua voce il programma) del Saturday Night Live che presentò dal 1975, The Price is Right e occasionalmente di The Wheel of Fortune, programmi conosciuti in Italia come La Ruota della Fortuna e Ok, il prezzo è giusto!.
Come attore è da ricordare la sua partecipazione in Radio Days (1987) di Woody Allen.
Nel 1976 partecipò come voce narrante alla tournée di Frank Zappa durante la quale venne registrato l'album Zappa in New York pubblicato nel 1978; il contributo di Pardo risalta notevolmente nelle introduzioni di The Illinois Enema Bandit e Punky's Whips e nella seconda strofa del cantato di I'm The Slime.
Pardo è morto nel sonno il 14 agosto 2014 a Tucson, Arizona: aveva 96 anni.